# Сьєтамо
Сьєтамо (ісп. Siétamo, араг. Sietemo) — муніципалітет в Іспанії, у складі автономної спільноти Арагон, у провінції Уеска. Населення — 635 осіб (2009).
Муніципалітет розташований на відстані близько 340 км на північний схід від Мадрида, 10 км на схід від Уески.
На території муніципалітету розташовані такі населені пункти: (дані про населення за 2009 рік)
- Арбаньєс: 60 осіб
- Кастехон-де-Арбаньєс: 41 особа
- Льєса: 36 осіб
- Сьєтамо: 528 осіб

## Демографія
Динаміка населення (INE ):